# General Aircraft Fleet Shadower
General Aircraft G.A.L.38 Fleet Shadower là một thiết kế loại máy bay tuần tra tầm xa của Anh ngay trước khi Chiến tranh thế giới II nổ ra.

## Tính năng kỹ chiến thuật
Dữ liệu lấy từ Jane's Fighting Aircraft of World War II 
Đặc điểm tổng quát
- Kíp lái: 3
- Chiều dài: 36 ft 1 in (11 m)
- Sải cánh: 55 ft 10 in[2] (17,02 m)
- Chiều cao: 12 ft 8 in (3,86 m)
- Diện tích cánh: 472 ft² (43,85 m²)
- Trọng lượng rỗng: 6.153 lb (2.791 kg)
- Trọng lượng có tải: 8.591 lb (3.897 kg)
- Trọng tải có ích: 3.305 lb (1.500 kg)
- Trọng lượng cất cánh tối đa: 9.458 lb (4.290 kg)
- Động cơ: 4 × Pobjoy Niagara III, 130 hp (99 kW)  mỗi chiếc

 Hiệu suất bay 
- Vận tốc cực đại: 115 mph (185 km/h)
- Vận tốc hành trình: 94 mph (152 km/h)
- Vận tốc tắt ngưỡng: 39 mph (63 km/h)
- Tầm bay: 990 m (1.593 km)
- Trần bay: 6.000 ft (1.830 m)
- Vận tốc lên cao: 390 ft/phút (119 m/phút)
- Tải trên cánh: 20 lb/ft² (97,8 kg/m²)